# نمونه کالا

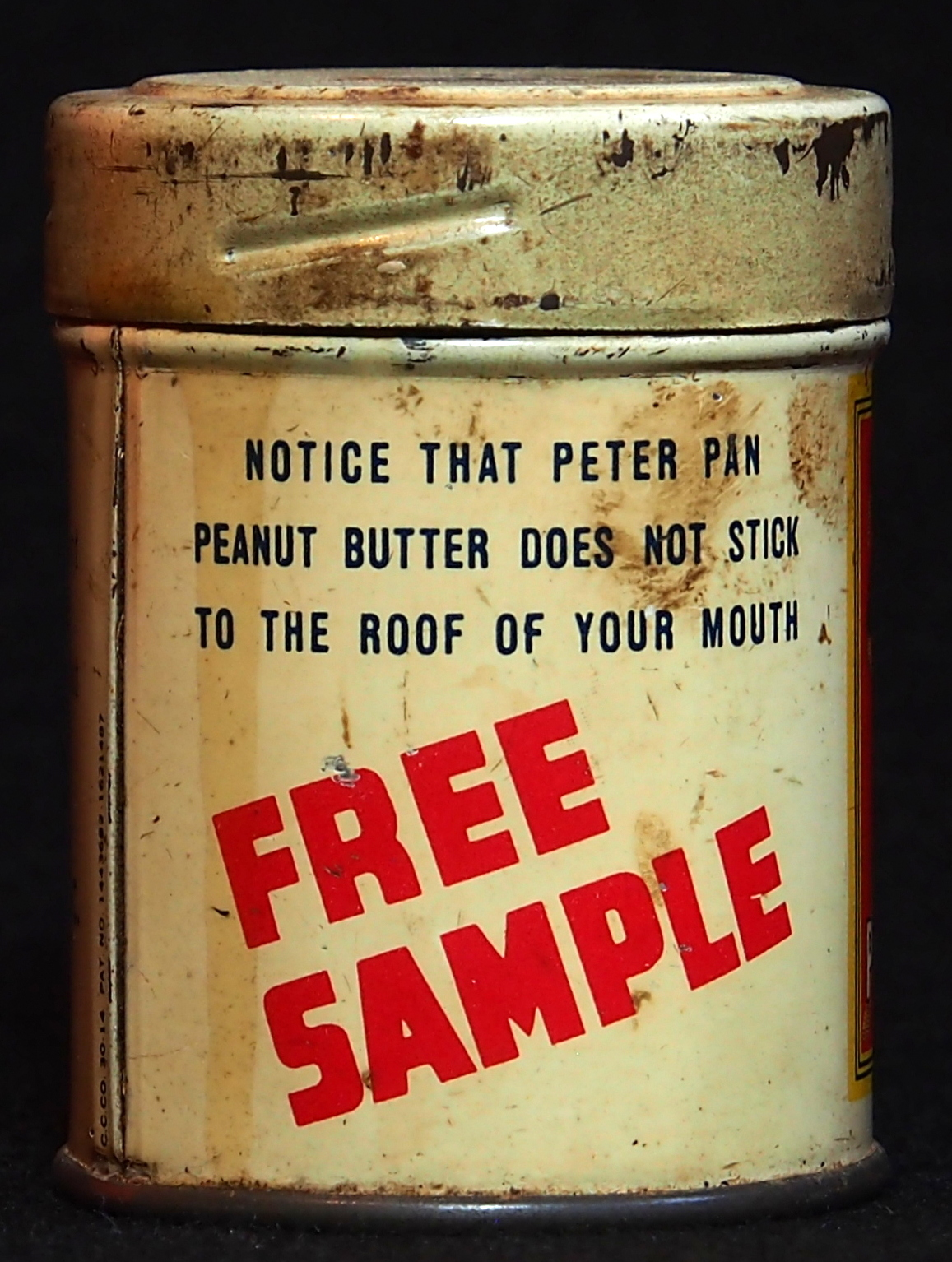
اشانتیون از کرهٔ بادام زمینی پیتر پان

اِشانتیون (به فرانسه un échantillon) نمونه‌ای از کالای مصرفی است که به مشتری داده می‌شود تا او بتواند قبل از خرید محصول، آن را امتحان کند.

## اشانتیون
اشانتیون (به فرانسه un échantillon) بخش یا تکه‌ای از غذا یا کالایی (مثلاً محصولات آرایشی-بهداشتی) است که در مراکز خرید، فروشگاه‌های زنجیره‌ای، سوپرمارکت‌ها، یا سایر مکان‌ها به مشتری داده می‌شود. گاهی اوقات اشانتیون از کالاهای فاسدنشدنی از طریق پست نیز فرستاده می‌شوند. هدف از ارائهٔ اشانتیون، آشنا کردن مشتری با محصول جدید است تا مشتری امکان آزمایش محصول، پیش از خرید آن را داشته باشد.